# Вариации и фуга на тему Хиллера

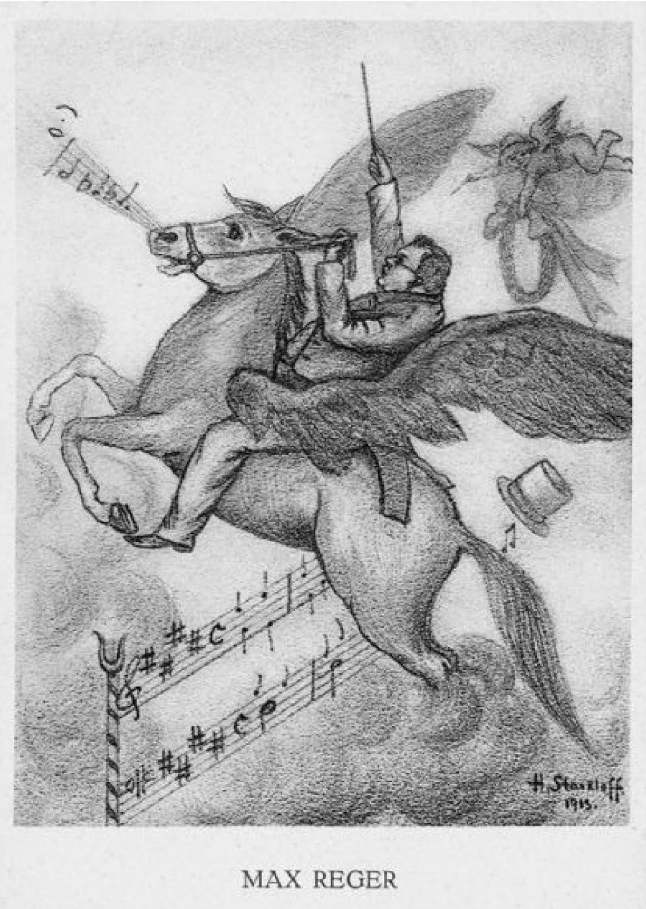
Карикатура 1913 года: Макс Регер верхом на Пегасе перепрыгивает границы музыкальных жанров и форм (на барьере начальные ноты «Вариаций на тему Хиллера»)

Вариации и фуга на тему Хиллера (нем. Variationen und Fuge über ein lustiges Thema von Johann Adam Hiller) ми минор, Op. 100 — произведение Макса Регера для симфонического оркестра. Тема для вариаций взята из арии Gehe, guter Peter, gehe! («Топай, добрый Петер, топай!») в комической опере Иоганна Адама Хиллера «Урожайный венок» (нем. Der Ärndtekranz; 1771). Посвящено дирижёру Фрицу Штайнбаху. Примерная продолжительность звучания 40 минут.

## История создания и исполнения
Вариации были задуманы композитором в 1904 году, в сентябре 1906 года он приступил к работе, но из-за напряжённого концертного графика она несколько задержалась и была вчерне завершена зимой 1906/1907 гг.
15 октября 1907 года состоялась премьера Вариаций на тему Хиллера: их исполнил в Кёльне Гюрцених-оркестр под управлением автора. 24 октября в Лейпциге, где Регер в это время преподавал, Вариации были сыграны Оркестром Гевандхауса, дирижировал Артур Никиш. Произведение сразу приобрело популярность. 29 ноября Феликс Вайнгартнер дирижировал его берлинской премьерой, 20 декабря оно прозвучало в США в исполнении Филадельфийского оркестра под управлением Карла Полига и в чешском Теплице под управлением Иоганнеса Райхерта. 29 декабря состоялась пражская премьера под управлением Вильгельма Земанека, 19 января 1908 г. сам Регер дирижировал Вариациями в Базеле, 25 января Герман Абендрот представил их публике в Любеке, 26 января Вайнгартнер дирижировал первым исполнением в Вене, Франц Цейшка исполнил его с Карлсбадским курортным оркестром, в тот же день состоялось второе исполнение в Праге. Адресат регеровского посвящения Штайнбах дирижировал произведением в январе в Москве и в феврале в Париже. По информации лейпцигского музыкального издательства Lauterbach & Kuhn, опубликовавшего партитуру в конце 1907 года, к октябрю 1908 года было продано 56 экземпляров (специалистам или представителям оркестров, намеревавшихся её сыграть).

## Состав оркестра
2 флейты, 2 гобоя, 2 кларнета, 2 фагота, контрафагот, 4 валторны, 2 трубы, 3 тромбона, туба, литавры, арфа, струнные.